# 瓦尔特·达尔
瓦尔特·达尔（Walther Dahl，1916年3月27日—1985年11月25日）是一位二战期间的德军战斗机王牌飞行员，曾获颁騎士鐵十字勳章。达尔自称在678次飞行任务中击落了128架敌机。1944年9月13日，达尔声称自己击落了一架B-17四引擎轰炸机。